# او یونگ-سو
او یونگ سو (کره‌ای: 오영수؛ انگلیسی: O Yeong-su، با نام تولد او سه کانگ، زادهٔ ۱۹ اکتبر ۱۹۴۴) بازیگر اهل کره جنوبی است. او بازیگری را در تئاتر در دهه ۱۹۶۰ آغاز کرد و به گفته خودش در بیش از ۲۰۰ اجرا حضور داشته‌است؛ پس از آن شروع به بازی در سینما و تلویزیون کرد و اغلب به دلیل تجربه‌اش، راهبان بودایی را به تصویر کشیده‌است.
در سال ۲۰۲۱، او نقش «اوه ایل نام» را در مجموعه بازی مرکب ایفا کرد که باعث محبوبیت جهانی او شد و جایزه گلدن گلوب بهترین بازیگر نقش مکمل مرد در سریال، مینی سریال یا فیلم تلویزیونی و همچنین نامزدی جایزه امی ساعات پربیننده بهترین بازیگر مکمل مرد در مجموعه تلویزیونی درام را برای او به همراه داشت.

## اوایل زندگی
او با نام او سه-کانگ در سال ۱۹۴۴ در استان گیونگ‌گی (که‌سونگ امروزی) به دنیا آمد. پدربزرگ او یک معلم محلی و یک زمین‌دار بود. پس از ترسیم مدار ۳۸ درجه شمالی در سراسر کره، او و خانواده‌اش به پاجو در سمت جنوب کره که توسط ارتش آمریکا کنترل می‌شود نقل مکان کردند. در طول مدت کوتاه جنگ کره، پدرش کشته و برادرش توسط نیروهای کره شمالی ربوده می‌شود.

## حرفه

### فیلم و تلویزیون
او، اغلب در شخصیت راهبان ظاهر می‌شود. او تجربه‌اش را در نقش‌های بودایی به خاطر دریافت نقش‌های مشابه در اجراهای تئاتر می‌داند.
در سال ۲۰۲۱، او در یکی از سریال‌های اصلی نتفلیکس یعنی بازی مرکب، نقش اوه ایل-نام را بازی کرد. این مینی سریال که در اولین ماه پخش خود به پربیننده‌ترین برنامه نتفلیکس در سراسر جهان تبدیل شد، توجه تازه ای را به او جلب کرد. در ژانویه ۲۰۲۲، او جایزه گلدن گلوب بهترین بازیگر نقش مکمل مرد تلویزیون را برای بازی در این سریال دریافت کرد، و اولین بازیگر کره ای شد که برنده گلدن گلوب شده‌است.

### دیگر فعالیت‌ها
در سال ۲۰۲۲، او توسط پارک بو-گیون، وزیر فرهنگ، ورزش و گردشگری کره، به عنوان «سفیر گردشگری عملکرد کره» منصوب شد.

## زندگی شخصی و حواشی
در ۲۵ نوامبر ۲۰۲۲، دادستان‌های شهر سوون کره اعلام کردند که او به اتهام آزار جنسی مربوط به ماجرایی در سال ۲۰۱۷ متهم شده‌است.
در افتر پارتی مراسم امی ۲۰۲۲، ویدئویی از رقصیدن او پخش شد که مورد توجه قرار گرفت.

## فیلم‌شناسی

### فیلم
| سال  | عنوان                                | نقش         | یادداشت‌ها | منبع          |
| ---- | ------------------------------------ | ----------- | --------- | ------------- |
| ۱۹۹۸ | نگهبانان روح                         | توماروک     |           | [ ۱۳ ] [ ۱۴ ] |
| ۲۰۰۳ | یک راهب کوچک                         | استاد معبد  |           |               |
| ۲۰۰۳ | بهار، تابستان، پاییز، زمستان… و بهار | پیرمرد راهب |           | [ ۵ ]         |

### تلویزیون
| سال       | عنوان          | نقش           | یادداشت‌ها           | منبع   |
| --------- | -------------- | ------------- | ------------------- | ------ |
| ۱۹۸۱      | جمهوری اول     | دادستان نظامی |                     | [ ۱۵ ] |
| ۱۹۸۸      | پری شامپو      | مدیر بازرگانی |                     | [ ۱۶ ] |
| ۲۰۰۹      | ملکه سوندوک    | راهب وول چئون |                     |        |
| ۲۰۰۹      | بازگشت ایلجیما | راهب یول کونگ |                     |        |
| ۲۰۱۲      | خدای جنگ       | راهب سوگی     |                     |        |
| ۲۰۲۰–۲۰۱۹ | شکلات          | آقای کیم      | حضور کوتاه (۵ قسمت) |        |
| ۲۰۲۱      | بازی مرکب      | اوه ایل نام   |                     |        |

## جوایز و نامزدی‌ها
| ارائه‌دهندگان             | سال  | بخش                                                                               | کار نامزدشده                          | نتیجه    | منبع   |
| ------------------------ | ---- | --------------------------------------------------------------------------------- | ------------------------------------- | -------- | ------ |
| جوایز تئاتر دونگا ایلبو  | ۱۹۷۹ | بهترین بازیگر                                                                     | Crime on Goat Island (백양섬의 욕망)  | برنده    | [ ۱۷ ] |
| جوایز هنری بکسانگ        | ۱۹۹۴ | بهترین بازیگر (تئاتر)                                                             | Pigojigo Pigojigo (피고지고 피고지고) | برنده    | [ ۱۸ ] |
| انجمن ملی تئاتر کره      | ۲۰۰۰ | بهترین بازیگر                                                                     | Abi (아비)                            | برنده    | [ ۱۹ ] |
| جشنواره تئاتر سئول       | ۲۰۰۶ | بهترین بازیگر                                                                     | Jangpan (장판)                        | برنده    | [ ۲۰ ] |
| جوایز ستارگان ای‌پی‌ای‌ان   | ۲۰۲۲ |                                                                                   | بازی مرکب                             | نامزدشده | [ ۲۱ ] |
| جوایز کات                | ۲۰۲۲ | بهترین بازیگر جدید در سریال                                                       | بازی مرکب                             | نامزدشده | [ ۲۲ ] |
| جوایز گولد دربی          | ۲۰۲۲ | بهترین بازیگر نقش مکمل مرد درام                                                   | بازی مرکب                             | نامزدشده | [ ۲۳ ] |
| جوایز گلدن گلوب          | ۲۰۲۲ | جایزه گلدن گلوب بهترین بازیگر نقش مکمل مرد – سریال، سریال کوتاه یا فیلم تلویزیونی | بازی مرکب                             | برنده    | [ ۲۴ ] |
| جوایز امی ساعات پربیننده | ۲۰۲۲ | جایزه امی ساعات پربیننده بهترین بازیگر مکمل مرد در مجموعه تلویزیونی درام          | بازی مرکب                             | نامزدشده | [ ۲۵ ] |